# Осмометрія
Осмометрія — метод дослідження речовин, оснований на вимірюванні осмотичного тиску, їхніх розчинів або рідких колоїдних систем. Осмометрія здійснюється для визначення молекулярних мас різних сполук.